# Гелена-Веллі-Вест-Сентрал (Монтана)
Гелена-Веллі-Вест-Сентрал (англ. Helena Valley West Central) — переписна місцевість (CDP) в США, в окрузі Льюїс-енд-Кларк штату Монтана. Населення — 8670 осіб (2020).

## Географія
Гелена-Веллі-Вест-Сентрал розташована за координатами 46°39′35″ пн. ш. 112°3′31″ зх. д. / 46.65972° пн. ш. 112.05861° зх. д. (46.659662, -112.058610).  За даними Бюро перепису населення США в 2010 році переписна місцевість мала площу 68,71 км², з яких 68,63 км² — суходіл та 0,08 км² — водойми.

## Демографія
Згідно з переписом 2010 року, у переписній місцевості мешкали 7883 особи в 3029 домогосподарствах у складі 2246 родин. Густота населення становила 115 осіб/км².  Було 3140 помешкань (46/км²).
Расовий склад населення:
| - 95,4 % — білих - 1,2 % — корінних американців - 0,5 % — азіатів - 0,3 % — чорних або афроамериканців - 0,1 % — вихідців з тихоокеанських островів |

До двох чи більше рас належало 2,0 %. Частка іспаномовних становила 2,0 % від усіх жителів.
За віковим діапазоном населення розподілялося таким чином: 25,8 % — особи молодші 18 років, 62,1 % — особи у віці 18—64 років, 12,1 % — особи у віці 65 років та старші. Медіана віку мешканця становила 40,8 року. На 100 осіб жіночої статі у переписній місцевості припадало 101,3 чоловіків;  на 100 жінок у віці від 18 років та старших — 100,5 чоловіків також старших 18 років.
Середній дохід на одне домашнє господарство  становив 74 158 доларів США (медіана — 66 692), а середній дохід на одну сім'ю — 80 936 доларів (медіана — 74 410). Медіана доходів становила 48 178 доларів для чоловіків та 40 201 долар для жінок. За межею бідності перебувало 9,3 % осіб, у тому числі 18,2 % дітей у віці до 18 років та 2,5 % осіб у віці 65 років та старших.
Цивільне працевлаштоване населення становило 4045 осіб. Основні галузі зайнятості: публічна адміністрація — 20,9 %, освіта, охорона здоров'я та соціальна допомога — 17,3 %, роздрібна торгівля — 13,2 %.